# Museo Dar Si Said
El Museo Dar Si Said (en árabe: متحف دار السي), oficialmente denominado Museo de las Artes Marroquíes,
se encuentra en Marrakech y está consagrado a objetos y artesanías de la región, como prendas típicas, elementos de cobre, tejidos, armas y joyería bereber, así como algunos hallazgos arqueológicos. También presenta una colección de puertas y marcos de ventanas.

Es el museo más antiguo de la ciudad y el que posee el mayor acervo. Antes de convertirse en museo fue la residencia de Si Said Ben Moussa, ministro de guerra durante la regencia de su hermano, el visir Bou Ahmed.
Gran parte de las colecciones expuestas proviene de Marrakech y regiones del sur del país, como la zona del río Tensift, el Alto Atlas, el Anti-Atlas y Tafilalet.
Tiene varios patios y la planta superior no exhibe obras sino que muestra mobiliarios de madera de cedro y la edificación de influencias hispano-moriscas.
El edificio fue restaurado entre 1978 y 1980.